# Alberto Celestrín

Alberto Celestrín Carmona (nacido en la Ciudad de la Habana Cuba) es un deportista alemán de ascendencia cubana. Él ha ganado unos de los más importantes torneos de Europa entre otros el Open de Suiza y de Alicante España. Quedó en el 2007, 2008, 2009 primero en el ranking europeo de la ETU (European Tae-kwon-do Union) siendo así el único deportista alemán de su generación en alcanzar ganar el ranking tres años seguidos.

## Palmarés internacional
| Año  | Evento                                  | Lugar | Puesto |
| ---- | --------------------------------------- | ----- | ------ |
| 2007 | Campeonato Austria de Taekwondo de 2007 | Viena |        |
| 2008 | Campeonato Austria de Taekwondo de 2008 | Viena |        |
| 2010 | Campeonato Austria de Taekwondo de 2010 | Viena |        |
| 2011 | Campeonato Austria de Taekwondo de 2011 | Viena |        |
| 2012 | Campeonato Austria de Taekwondo de 2012 | Viena |        |